# ۱۱۳۹ (خورشیدی)
۱۱۳۹ هزار و صد و سی و نهمین سال هجری خورشیدی است.

## رویدادها
- آغاز حکمرانی کریم‌خان زند بر بخش بزرگی از ایران. برابر با ۱۷۶۰ (میلادی)